# Franz Zellnig
Franz Zellnig (* 18. Juli 1924 in St. Vinzenz bei Lavamünd; † 27. Februar 2011 in Obdach) war ein österreichischer Landwirt und Politiker (SPÖ).
Als Nachrücker zog er am 1. Februar 1983 in den steirischen Landtag ein, dem er daraufhin bis zum 18. Oktober 1991 in zwei verschiedenen Gesetzgebungsperioden als Landtagsabgeordneter angehörte.

## Leben und Wirken
Franz Zellnig wurde am 18. Juli 1924 als eheliches Kind des Forstarbeiters (Säglers) Roman Zellnig (* 22. Februar 1898 in St. Vinzenz bei Lavamünd; † 12. Dezember 1976 in Wolfsberg) und dessen Ehefrau Aloisia (geborene Rosmann; * 30. Mai 1897 in Soboth; † 31. März 1991) in St. Vinzenz bei Lavamünd geboren und am 20. Juli 1924 auf den Namen Franz getauft. Seine Eltern hatten am 21. Mai 1923 in der Pfarrkirche St. Vinzenz geheiratet. Nach der Volksschule in seiner Heimatgemeinde St. Vinzenz besuchte Zellnig die Werkschule in Eisenerz und absolvierte danach eine Ausbildung zum Metallarbeiter. Nachdem er 1942 von der Wehrmacht einberufen worden war, versah er seinen Kriegsdienst an der Ostfront. Im Anschluss an den Zweiten Weltkrieg arbeitete er für die Österreichischen Bundesbahnen in Obdach, war bis 1962 als Zugführer tätig und hatte bereits in dieser Zeit einige politische Funktionen im Bezirk Leoben inne. 1948 heiratete er seine Frau Maria (geborene Grillitsch; 1923–2015), mit der er zwei Kinder bekam. Ab dem Jahr 1962 führte er mit seiner Ehefrau einen kleinen Bergbauernbetrieb in Warbach in der Gemeinde Obdach und engagierte sich bereits ab dieser Zeit vermehrt für die heimische Bauernschaft und deren Anliegen. So war er etwa um eine umsichtige und innovative Entwicklungspolitik für den ländlichen Raum bemüht.
Neben seiner Berufslaufbahn war er zudem Bürgermeister von Granitzen (1965–1969) und nach der Zusammenlegung mit Obdach von 1970 bis 1984 langjähriger Bürgermeister seiner nunmehrigen Heimatgemeinde Obdach. In seiner Amtszeit war er maßgeblich an der Entwicklung des Ortes von einer Auspendelgemeinde zu einem regionalen Wirtschaftszentrum beteiligt. Ab 1976 bekleidete er das Amt des Bundesvorsitzenden der SPÖ-Bauern. Aufgrund seines Engagements in der Kommunalpolitik und aufgrund seiner beruflichen Tätigkeit als Landwirt schaffte Zellnig am 1. Februar 1983 als Nachrücker den Sprung in den steirischen Landtag, dem er in weiterer Folge bis zum 18. Oktober 1991 in zwei verschiedenen Gesetzgebungsperioden (X. und XI.) angehörte. Während seiner Zeit als Abgeordneter war er Mitglied bzw. Ersatzmitglied zahlreicher verschiedener Ausschüsse und hatte verschiedene wichtige Funktionen inne. So war er etwa Mitglied des Landwirtschafts-, Kontroll-, Verfassungs-, Volksbildungs- und Umweltschutzausschusses, sowie Ersatzmitglied des Finanz-, Gesundheits-, Wirtschafts- und Raumordnungs- und Gemeindeausschusses. Weiters galt er in Belangen der Landwirtschaft als Vordenker und war um eine naturnahe Bearbeitung sowie um gerechte finanzielle Lösungen für die Bauern und um den Erhalt der Naturlandschaft bemüht.
Im Laufe seines Lebens wurde er aufgrund seiner Leistungen auf Berufs- und Politikebene vielfach geehrt und bekam etwa den Berufstitel Ökonomierat verliehen. 1984 erhielt er die Ehrenbürgerschaft von Obdach.
Am 27. Februar 2011 starb Zellnig im Alter von 86 Jahren in Obdach.